# Bayerische Ostmarkstraße
Bayerische Ostmarkstraße ist die Bezeichnung für eine Straße, die als Teil mehrerer Bundesstraßen die Städte Passau mit Hof in Bayern verbindet. Die 275 Kilometer lange Straße wurde 1938 fertiggestellt.
Sie verläuft über die einstigen Reichs- und heutigen Bundesstraßen Bundesstraße 85 (Passau–Cham), Bundesstraße 22 (Cham–Altenstadt an der Waldnaab) und Bundesstraße 15 (Altenstadt–Marktredwitz–Hof).
Die bayerische Ostmarkstraße war die zentrale Verbindung des damaligen Gaues Bayerische Ostmark und diente insbesondere der schnellen Verlegbarkeit von Truppen an der damaligen deutschen Ostgrenze zur Tschechoslowakei. Beim Bau der Straße kamen bis zu 1600 Strafgefangene des Lagers „Bayerische Ostmark“ zum Einsatz. Nach dem Zweiten Weltkrieg lag sie an der Militärgrenze zum Warschauer Pakt. Sie diente deshalb als Verbindungslinie zwischen den dort zahlreich stationierten Armeeverbänden der Bundeswehr und den Truppenverbänden der NATO.